# 林南仓镇
林南仓镇，是中华人民共和国河北省唐山市玉田县下辖的一个乡镇级行政单位。

## 行政区划
林南仓镇下辖以下地区：
五村、后湖定府村、六里屯村、东六村、北岳新村、程蒲庄村、丁张官屯村、二联村、六联村、三联村、四联村和一联村。